# Zbigniew Kęcki
Zbigniew Kęcki (ur. 15 stycznia 1926 w Brześciu; zm. 20 października 2003 w Warszawie) – polski chemik, zajmujący się spektroskopią molekularną i oddziaływaniami międzymolekularnymi.

## Życiorys
Studia ukończył w 1952 roku na Politechnice Gdańskiej. W 1967 roku otrzymał tytuł profesora nauk chemicznych. Pracował na Wydziale Chemii Uniwersytetu Warszawskiego, gdzie kierował Pracownią Oddziaływań Międzymolekularnych. Był autorem książki Podstawy spektroskopii molekularnej, popularnego podręcznika akademickiego, wydanego w 1972 roku (kolejne wydania: 1975, 1992, 1998 (ISBN 83-01-10503-8)). W 1998 roku został uhonorowany medalem Jana Harabaszewskiego.